# Minbari
Un Minbari este un membru al unei rase extraterestre fictive care apare în serialul de televiziune SF Babylon 5. Personajele Minbari Delenn și Lennier apar de-a lungul seriei ca personaje principale și sunt o parte importantă a acțiunii; Neroon, Draal și Dukhat sunt personaje secundare Minbari mai puțin proeminente. 
Planeta fictivă Minbar este lumea de origine a rasei Minbari. Creatorul Babylon 5 J. Michael Straczynski a numit planeta și rasa după amvonul islamic cunoscut sub numele de minbar.
Ei folosesc matematica în baza unsprezece, dar pun un accent deosebit pe numărul trei. Ei formează, probabil, cea mai enigmatică dintre „rasele tinere” și preferă, în general, un mod de viață mai izolat. De fapt, în filmul realizat pentru televiziune In The Beginning, ambasadorul Centauri Londo Mollari îi avertizează pe oameni să nu-i provoace tocmai din acest motiv (un avertisment pe care l-au ignorat, ducând în cele din urmă Pământul la o anihilare aproape completă în Războiul Pământ-Minbari). Cu toate că Minbari sunt considerabil mai tineri decât Primii, sunt printre cei mai vechi dintre „rase mai tinere”. Minbarii sunt mai avansați în ceea ce privește tehnologia decât oamenii. În timpul în care are loc majoritatea episoadelor Babylon 5, navele de război ale Pământului și navele de luptă (cum ar fi distrugătorii Omega) se dovedesc a fi inferioare în ceea ce privește viteza, manevrabilitatea și puterea de foc față de cele Minbari.

## Planeta-mamă

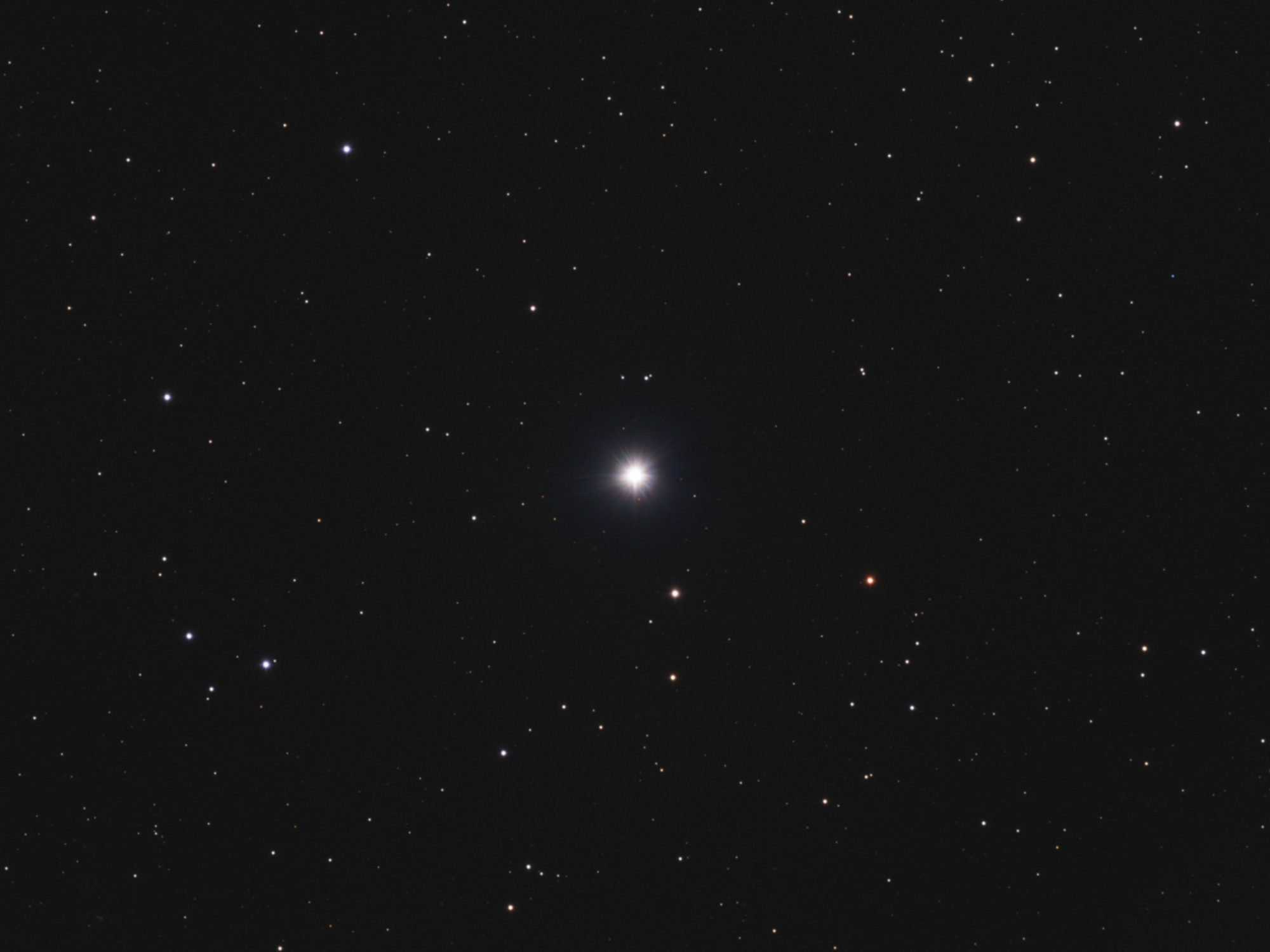
Chi Draconis

În universul Babylon 5, Minbar este o planetă din sistemul Chi Draconis — un sistem stear binar situat la puțin peste 26 de ani lumină de Pământ. Este a șaptea planetă pe orbită în jurul soarelui local și are doi sateliți naturali. Ziua sa este mai scurtă decât cea a Pământului, cu 20 de ore și 47 de minute, iar anul său este de aproximativ 1,5 ani tereștri. Ca și Pământul, Minbarul are o atmosferă oxigen-azot. Zonele polare sunt mai mari decât cele de pe Pământ; zona nordică acoperă 23% din suprafața planetei și, în ansamblu, climatul este mai rece decât cel al Pământului - asemănător climatului de pe Pământ în timpul ultimei epoci de gheață. Planeta este remarcată pentru vaste structuri cristaline; multe orașe sunt sculptate direct din cristal. Populația planetei este de aproximativ 4 miliarde, iar capitala este Yedor.

## Biologie
Minbari sunt umanoizi în aparență. Spre deosebire de oameni, Minbari sunt în general cheli; cu toate acestea, unii bărbați au păr facial. Au pielea tonifiată ușor și o creastă mare osoasă externă pe spatele capului. Minbari au urechi similare ca urechile umane, dar mai mici și situate chiar deasupra gâtului de fiecare parte a capului. Minbari au o durată de viață mai lungă decât oamenii, trăind până la 120 de ani standard pământeni și, în unele cazuri, chiar mai mult. 
Simțul gustului la Minbari nu este la fel de dezvoltat ca cel al ființelor umane, dar au un simț al auzului mai dezvoltat. Din cauza acestui simț slab al gustului, Minbari preferă mâncărurile calde, picante. Minbari nu consumă băuturi care conțin alcool, deoarece le afectează sistemele într-un mod care provoacă psihoză și furii homicide, chiar și în cantități mici. Minbari au, de asemenea, o toleranță mai mică la vremea caldă și umedă decât oamenii, deoarece rasa lor a evoluat într-un climat mai rece. 
Creasta osoasă notabilă de pe spate și laturile capului reprezintă o extensie a craniului. Minbari se nasc cu capete netede; iar creasta osoasă crește în timp. Femeile Minbari au o creastă osoasă netedă care se fixează într-un singur punct în partea din spate a capului; masculii au de obicei creste care se conturează în mai multe puncte de-a lungul osului, deși crestele osoase netede la masculi (în special la castele muncitoare și religioase) nu sunt mai puțin frecvente. Se cunoaște că femelele din casta războinicilor au creste „masculine”, așa cum se observă la masculii din casta lor. 
Minbarii au mai multă rezistență fizică decât oamenii și pot suporta răni care ar fi fatale pentru un om. Sunt din punct de vedere fizic mai puternici decât oamenii, așa cum demonstrează Lennier ridicând un bărbat uman de gât cu un braț într-un singur episod. Creasta principală le protejează craniul și creierul de lovituri care ar fi fatale pentru alte rase. Minbarii pot tolera, de asemenea, o pierdere de sânge mult mai mare decât oamenii. Dr. Franklin din Babylon 5 a spus că acesta a fost unul dintre motivele pentru care Minbari au avut așa succes succes în războiul Pământ-Minbari - puteau supraviețui rănilor care ar ucide sau răni grav un om și ar putea continua să lupte mai mult timp decât majoritatea soldații umani. 
Minbarii se reproduc sexual, la fel ca oamenii; anatomia lor sexuală este similară cu cea a oamenilor. De regulă, Minbari nu se împerechează în afara speciilor lor, crezând că le-ar perturba puritatea rasială. Cu toate acestea, ambasadorul Delenn s-a căsătorit cu fostul căpitan al forței terestre, John Sheridan (ulterior președintele Alianței), iar unirea lor a produs un fiu, David. Acest lucru ar fi în mod normal imposibil, întrucât Minbarii și oamenii nu sunt compatibili genetic, dar transformarea lui Delenn într-un hibrid Uman/Minbari, pe lângă faptul că este un descendent al unui „Minbari care nu a fost Minbari” (Jeffrey Sinclair, fostul comandant al Babylon 5, care a mers în trecut și s-a transformat singur în hibridul uman /Minbari Valen ) a făcut posibil pentru ea și Sheridan să aibă un copil împreună. 
La fel ca la oameni și la majoritatea celorlalte specii simțitoare din universul Babylon 5, un procent mic din populația Minbari sunt telepați. Par să fie împărțiți uniform între cele trei caste, deși majoritatea sunt așteptați să trăiască ca parte a castei religioase de la naștere. Pentru Minbari, telepatia este văzută ca un cadou din partea Universului, iar telepatii sunt foarte onorați în societatea Minbari. 
Un milion de ani în viitor, Minbari va evolua în cele din urmă la statutul Primilor -  First One, la fel ca și oamenii (în episodul S4, E22 "The Deconstruction of Falling Stars"). 

## Guvern
Federația Minbari este guvernul lumilor și al coloniilor Minbari; are baza pe Minbar, lumea natală ancestrală. Federația este o oligarhie guvernată de Consiliul Gri. Deși există un oraș-capitală pe Minbar, Yedor, Consiliul Gri se întâlnește de obicei la bordul unei nave stelare, Gray Sharlin, de asemenea, cunoscută sub numele de Valen'tha adică „Mâna lui Valen.“ 

## Societate
Societatea Minbari este structurată în jurul a trei caste cvasi-etnice, asemănătoare cu ipoteza trifuncțională a lui Georges Dumézil. Aceste castele sunt cele ale Muncitorilor, Războinicilor și Religioasă; Neroon descrie succint rolurile lor pentru Delenn astfel: "Ei [Casta Muncitoare] construiesc; tu [Casta religioasă] vă rugați; noi [Casta Războinicilor] luptăm", deși într-un episod timpuriu, Lennier afirmă într-un interviu  că Minbari au doar două caste, Religioasă și Războinică, înainte de a sublinia că el și Delenn sunt amândoi din casta religioasă. Apartenența la o castă pare a fi o chestiune ereditară - copiii părinților dintr-o castă își vor urma de obicei părinții. Dacă părinții sunt din caste diferite, casta mamei are prioritate - orice copii ar aparține castei mamei. Uneori, Minbari care au un sentiment profund pentru o castă - lucru pe care ei îl  numesc „Apelarea Inimii” - se vor alătura unei alte caste. Castele nu sunt atât de limitate pe cât ar sugera titlurile lor și, într-o oarecare măsură, încearcă să fie auto-suficiente. De exemplu, toate cele trei caste întrețin forțe armate de securitate. Cu toate acestea, singura castă permisă să mențină o forță militară completă dintre cele trei a fost întotdeauna Casta Războinică, cu excepția navei de război din Clasa Sharlin a Consiliului Gri. În anul 2260, Casta Religioasă a rupt acest principiu considerat atât de important de Războinici, în faptul că membrii lor lucrau ca asistenți ai Rangerilor, în echipă pentru Flota Stelelor Albe aflate în luptă și ajutând Casta Muncitoare să construiască navele. Deși nu s-a afirmat niciodată în mod explicit, se presupune că cea muncitoare este mult mai mare decât casta războinicilor sau religioase. 
Fiecare castă Minbari are lideri cărora li se spune bătrâni. Acești bătrâni supraveghează guvernarea problemelor interne ale castei. Până la destrămarea Consiliului Gri din 2260, fiecare castă deținea o putere egală, o instituție creată de Valen cu o mie de ani înainte pentru a pune capăt războiului civil între caste și a le uni împotriva unui inamic comun, Umbrele. În urma reformării consiliului, muncitorilor li s-a acordat majoritatea de 5 satai, iar castele războinicilor și religioasă având fiecare doi satai - reprezentanți. 

### Castă războinică
Membrii acestei caste servesc în primul rând ca membri ai armatei și ca protectori ai Minbari. Membrii Castei Războinicilor sunt cei mai agresivi dintre Minbari. 
În timpul războiului Pământ-Minbari, mulți dintre Castele Războinice s-au luptat și au murit în timpul războiului. Când casta religioasă a oprit războiul în timpul bătăliei Liniei, Consiliul Gri nu le-a spus generalilor lor de ce au oprit războiul. Sineval - unul dintre conducătorii războiului și comandantul crucișătorului Tragati - s-a sinucis mai degrabă decât să se supună ordinului. Cel de-al doilea la comandă pe Tragati, Kalain, a luat nava și a dispărut în hiperspațiu pentru următorii zece ani. În acest moment, a început să se formeze o prăpastie între casta războinicilor și cea religioasă. 

## Religie
Minbarii sunt oameni foarte religioși. Religia Minbari nu are o figură centrală a zeului și nici nu are un panteon de zei, deși, într-un caz confuz dintr-un episod timpuriu, Delenn a vorbit despre „Zeii”, deși asta ar fi putut fi pur și simplu un mod de vorbire. În episodul Passing Through Gethsemane -  Trecerea prin Ghetsimani, este dezvăluit că Minbari  cred că universul însuși este simțitor și că universul se poate rupe în multe bucăți și că investește în fiecare formă de viață. În consecință, fiecare ființă este o proiecție a unei părți a sufletului universal. Ei cred că universul folosește perspectiva ființelor simțitoare individuale în procesul de auto-examinare și de căutare a sensului (similar cu credința din viața reală a panteismului sau pandeismului ), aceasta ar putea fi, de asemenea, o referință la citatul „Suntem un mod prin care universul să se cunoască pe sine însuși"  al astronomului Carl Sagan. 
Valen este o figură centrală în religia Minbari. Cu toate acestea, Valen nu este considerat o zeitate. A fost un „Minbari care nu s-a născut un Minbari”. În jurul anului 1260 d.Hr., o fortăreață a apărut brusc în spațiul Minbari, în care locuia Valen flancat de Vorloni, care apoi a condus poporul Minbari împotriva Umbrelor. Valen era, de fapt, un om de pe Pământ - Jeffrey Sinclair - care s-a supus unui proces care l-a transformat într-un hibrid om / Minbari. După război, Valen a ajutat la restructurarea societății Minbari, organizând Consiliul Gri pentru a o conduce. Acești nouă indivizi proveneau din fiecare dintre cele trei caste. Această formă de guvernare a rămas stabilă timp de o mie de ani până la următorul Război al Umbrelor. Valen știa că Umbrele se vor întoarce și a scris profeții pentru a avertiza Minbarii când va începe războiul următor.  După finalizarea acestor sarcini, Valen a părăsit Minbarul; restul vieții sale și eventuala soartă este încă un mister, însă de atunci a fost ținut secret de către Consiliul Gri faptul că a avut o soție și copii în exilul său auto-impus, cei mai mulți reîntorși în societatea Minbari în secret, cu familii proprii și au adăugat ADN-ul uman la bazinul genetic Minbari. Minbarii cu ADN uman sunt, în consecință, numiți „copiii lui Valen”. Delenn va afla în cele din urmă că și ea însăși este „copilul lui Valen”.
Minbarii cred în reîncarnare. Ei simt că după ce un individ a murit, sufletul individului se alătură celorlalte suflete Minbari plecate. Sufletele apoi toate se contopesc devenind unul singur. Atunci sufletele renasc în următoarea generație de Minbari. Astfel, Minbari sunt împotriva acțiunilor vânătorilor de suflete - adunarea lor de suflete interferează cu procesul de reîncarnare. Acesta a fost motivul principal din spatele hotărârii Minbari de a opri războiul lor de exterminare al oamenilor, întrucât au descoperit „că sufletele Minbari au renăscut în corpurile umane”, precum și faptul că Minbarii au un ADN uman. Întrucât Minbarii consideră  oribil și inacceptabil conceptul de a-și ucide membrii speciei lor, dezvăluirea bruscă a faptului că proaspătul lor dușman a avut această legătură neașteptată cu ei înșiși i-a pus sub aceeași considerație.

## Limba
Minbarii au trei limbi principale, denumite Light, Dark și Gray, o limbă pentru fiecare castă. Limbile sunt Lenn-Ah sau „Light” (Casta Muncitoare), Adrenato sau „Grey” (Casta Religioasă) și Vik sau „Dark” (Casta Războinică). Toate cele trei limbi se bazează pe limba rădăcină Adrihi'e. În vorbirea comună, toate cele trei limbi sunt utilizate, deoarece fiecare este concepută pentru un scop diferit. Limba Lenn-Ah este tehnică, plină de adjective și este folosită atunci când se discută despre matematică sau științe. Adrenato are un ton euforic și, de obicei, este lentă. Este singura dintre cele trei cu cuvinte pentru rezumate spirituale și filozofice. Vik este concisă și zgomotoasă. Este concepută pentru a transmite comenzi cu puține cuvinte și fără ambiguitate. Exemple:
- Adrihi'e: Nu'zen Fel'ani in-a lis'e medran

[traducere: Ești cea mai frumoasă femeie pe care am văzut-o vreodată. ]
- Adrenato: Na'chea, Duvea na

[traducere: Se aude ploaia căzând ușor. ]

### Alfabet
Alfabetul Minbari apare pe cardurile de tranzacționare Babylon 5 și pare a fi un simplu cifru de substituție al literelor engleze. Acest lucru este folosit ocazional pentru a crea glume, care la acea vreme au fost înțelese doar de personal. 
În episodul sezonului 2, "All All Honor Lies", este afișat un mesaj cu aspect important pe computerul lui Delenn, care scrie: "Chester este foarte răsfățat. Cred că este vina mea. L-am iubit prea mult."  Mai târziu, în „Dust to Dust”, Vir Cotto se întoarce pe  Babylon 5 de pe  Minbar, purtând cu mândrie o haină scurtă pe care i-o dăduseră. Pe acesta scrie „ALOHA”. 

## Tehnologie
Minbari posedă, probabil, cea mai avansată tehnologie din toate rasele tinere, dar acest lucru nu este confirmat. Minbarii au avut capacitatea de a călători interstelar timp de milenii, iar navele lor sunt avansate. Ei au eliminat în totalitate sistemul de tracțiune pe bază de particule (ca de ex. MAI) și au folosit în schimb acționări magneto-gravitice (adică, cele care manipulează gravitația în jurul navei, propulsând-o în aproape orice direcție). Acest lucru face ca navele lor să fie cele mai rapide și cele mai manevrabile. Totuși, la un moment dat, se arată că o navă a tehnomagilor poate să țină pasul cu Steaua Albă și să o urmărească în „CRUSADE”; Prin urmare, nu este sigur dacă Minbari au cu adevărat cele mai rapide nave. Sistemele lor de arme sunt un fel de tunuri cu particule „fasciculă”, suficient de puternice pentru a distruge unele nave-mamă cu o singură lovitură în multe cazuri. Sistemele de alimentare se bazează pe singularități cuantice artificiale (găuri negre). Navele militare Minbari sunt echipate cu grile de deflexie a senzorilor care funcționează ca un „dispozitiv de camuflaj”, făcând navele lor invizibile pentru senzorii multor rase extraterestre. Carcasele navelor sunt construite folosind un „aliaj policristalin” mai rezistent decât majoritatea materialelor convenționale.

Minbarii sunt destul de capabili să reziste unui atac al oricăreia dintre cele mai tinere rase; cu toate acestea, sunt mai puțin puternici decât Primii. A fost nevoie de cele mai bune tehnologii Minbari combinate cu îmbunătățiri semnificative ale Vorlonilor pentru a crea o navă capabilă să stea cel puțin în fața Umbrelor (navele Star White), deși cu un raport al eficienței în luptă destul de nefavorabil. 

## Denn'Bok
Denn'Bok (Fighting Pike) este arma preferată a războinicilor Anla-shok (a Rangerilor).
Este destul de compactă și ușor de transportat, dar se poate deschide pentru a fi transformată într-o armă formidabilă. Arma nu depinde de o sursă de energie, spre deosebire de pistoalele PPG purtate de personalul Forței Terestre. În ciuda nomenclaturii sale inexacte, Denn'Bok este, de fapt, o bară din metal, fără capul de lance străpungător. Pentru a folosi arma într-o manieră eficientă și relativ sigură, este nevoie de multă pregătire și abilitate. Majoritatea armelor sunt destul de vechi - cea pe care o are Marcus Cole are cel puțin 700 de ani. Pe măsură ce arma este predată din generație în generație, producția de arme noi este destul de limitată. Din cauza efortului de a împiedica ca acestea să cadă pe mâini greșite, ele pot aduce un preț considerabil pe piața neagră.